# Maria Păduraru
Maria Păduraru, född den 5 oktober 1970 i Negreşti i Rumänien, är en rumänsk roddare.
Hon tog OS-silver i fyra utan styrman i samband med de olympiska roddtävlingarna 1992 i Barcelona.